# Suchá (Wielka Fatra)
Suchá (1112 m) – szczyt w grupie górskiej Wielkiej Fatry w Karpatach Zachodnich na Słowacji. Znajduje się w krótkim zachodnim grzbiecie opadającym z Javoriny (1328 m) do Belianskej doliny (Belianska dolina). Oddziela on dolinę Belianskiego Potoku (Beliansky potok) od dolinki jego prawego dopływu. Grzbietem tym biegnie granica rezerwatu przyrody Borišov (należą do niego południowe stoki grzbietu).
Sucha jest całkowicie porośnięta lasem i nie prowadzi przez nią żaden szlak turystyczny. W jej południowych zboczach jest wiele skał. Na potoku u północno-zachodniego podnóża Suchej znajduje się Vodospad w Došnej.

## Przypisy

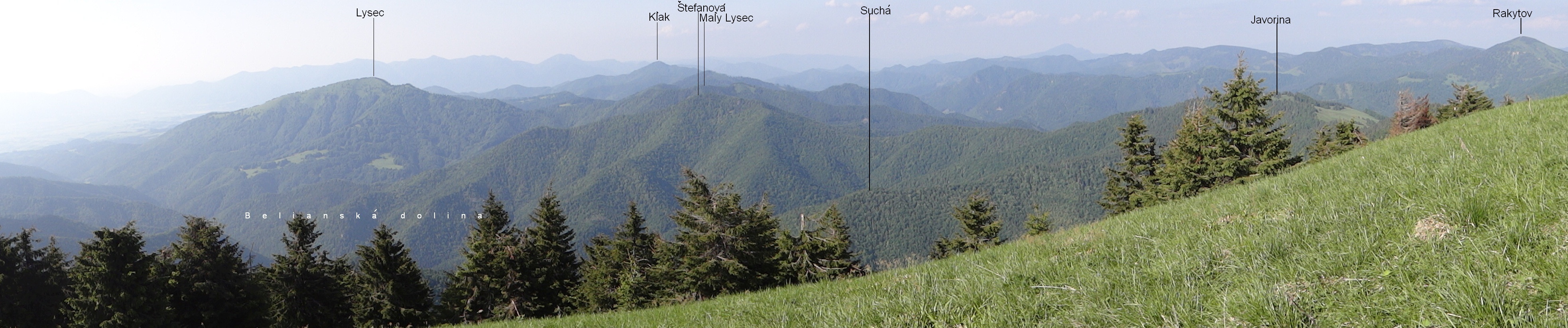
Widok ze szczytu Borišova